# Рекультивация

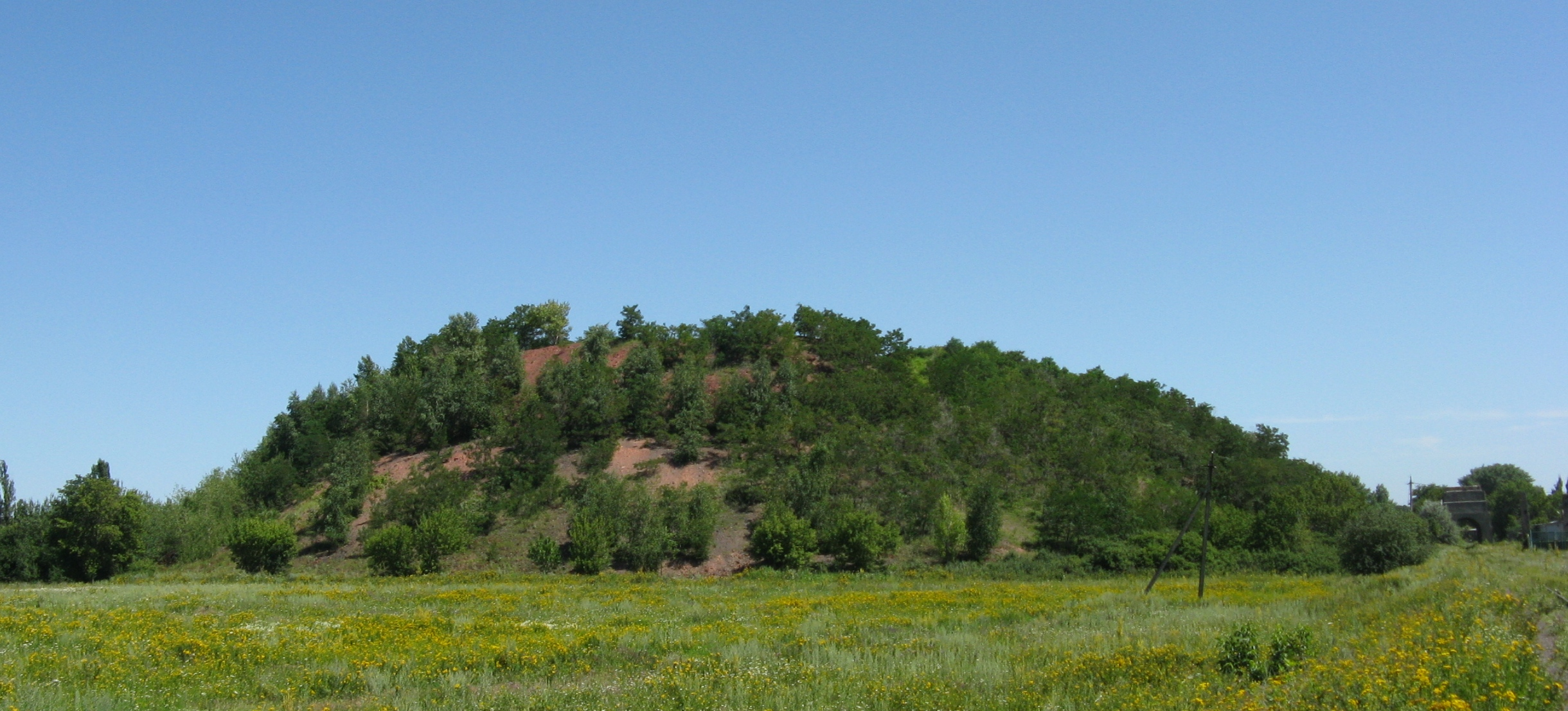
Озеленённый террикон шахты 15 БИС в Снежном Донецкой области

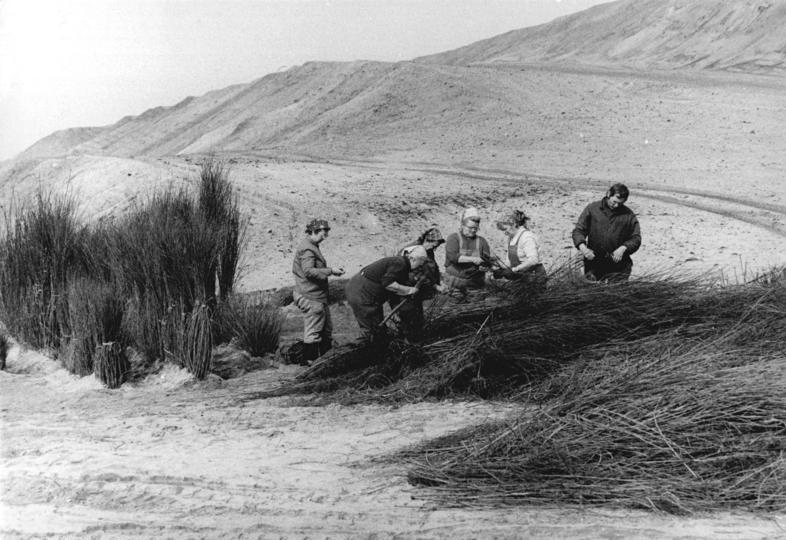
Весенняя подготовка кустарников для рекультивации отвалов, образовавшихся в результате открытой разработки полезных ископаемых. Окрестности города Котбус, ГДР.

Рекультивация (лат. re — приставка, обозначающая возобновление или повторность действия; cultivo — обрабатываю, возделываю) — комплекс мер по экологическому и экономическому восстановлению земель и водных ресурсов, плодородие которых в результате человеческой деятельности существенно снизилось. Целью проведения рекультивации является улучшение условий окружающей среды, восстановление продуктивности земель и водоёмов.

## Причины возникновения нарушенных земель и водоёмов
Виды деятельности человека, в результате которых может возникать потребность в проведении рекультивации земель и водоёмов:
- хозяйственная деятельность
  - добыча полезных ископаемых, особенно открытая разработка месторождений[1][2];
  - вырубка лесов;
  - возникновение свалок;
  - строительство городов;
  - создание гидросооружений и аналогичных объектов;
- проведение военных испытаний, в том числе испытаний ядерного оружия.

## Направления рекультивации земель
В зависимости от тех целей, которые ставятся при рекультивации земель, различают следующие направления рекультивации земель:
- природоохранное направление;
- рекреационное направление;
- сельскохозяйственное направление:
  - растениеводческое направление;
  - сенокосно-пастбищное направление;
- лесохозяйственное направление;
- водохозяйственное направление;
- рыбохозяйственное направление;
- санитарно-гигиеническое направление (консервация нарушенных земель, полноценная рекультивация которых нецелесообразна);
- строительное направление (приведение земель в состояние, пригодное для строительства).

## Этапы рекультивации
Работы по рекультивации обычно имеют два основных этапа — технический и биологический.
- На техническом этапе проводится корректировка ландшафта (засыпка рвов, траншей, ям, впадин, провалов грунта, разравнивание и террасирование промышленных терриконов), создаются гидротехнические и мелиоративные сооружения, осуществляется захоронение токсичных отходов, производится нанесение плодородного слоя почвы.
- На биологическом этапе проводятся агротехнические работы, целью которых является улучшение свойств почвы. Среди растений, используемых для повышения качества земель, в первую очередь можно назвать травянистых представителей семейства Бобовые, которые способны фиксировать атмосферный азот. К примеру, в Австралии для рекультивации территорий угольных шахт используется клитория тройчатая. Ещё одно растение, активно применяемое при рекультивации земель, — тополь чёрный.